# ジョン・ローバック
ジョン・ローバック（John Roebuck、1718年 - 1794年7月17日）は、イギリスの医師、化学技術者、産業革命時の実業家である。鉛室法と呼ばれる硫酸の製造法のパイオニアである。ジェームズ・ワットの蒸気機関に最初に投資した一人である。

## 略歴
シェフィールドに生まれた。父親は食器製造業者で成功していた、ローバックは国教徒でなかったので、オクスフォード大学やケンブリッジ大学には進めず、エディンバラ大学で医学を学んだ後、オランダのライデン大学で学び、1742年に学位を得た。エディンバラ大学でウィリアム・カレンやジョゼフ・ブラックの講義を受けて化学に対する興味を持っていた。イギリスに戻った後、1746年に最初の硫酸製造工場をエディンバラに建てた。ローバックは当時、硫酸に侵されなくて、安価であった鉛で反応室を内壁をライニングすることで、製造原価を下げ成功を収めるが、その方法を秘密にしなかったので、イギリスやフランスで、同じような工場が作られ、スコットランドの亜麻繊維（リネン）の漂白剤として重要であった硫酸の生産量は数倍に増加した。
ローバックは別の事業に向かい、1759年に、化学者のガーベット（Samuel Garbett）と造船業者のカデル（William Cadell）とエディンバラに、キャロン・カンパニー（Carron Company）を創設した。この鉄鋼会社は1790年代にカロネード砲を開発し、軍艦の蒸気機関を製作し、19世紀初めにはイギリス最大の製鉄会社となるが、会社が利益をあげるようになるまでには長い年月が必要で、ローバックの投資は成功しなかった。
1765年にジェームズ・ワットの蒸気機関の改良に投資するが、製造技術が伴わず、初期のワットの実験は成功しなかった。炭鉱事業など他の事業もうまくいっておらず1773年に、ローバックは経済的危機に陥り、マシュー・ボールトンにワットの蒸気機関の特許を譲渡し、蒸気機関の事業からも離れた。
1784年にキャロン・カンパニーの経営権をにぎったカデル家から製陶所を譲られ、製陶分野での技術開発を行った。
1764年に王立協会フェローに選ばれた。